# Warcraft III: Reign of Chaos
Warcraft III: Reign of Chaos és un videojoc d'estratègia creat per Blizzard Entertainment i tercera part de la sèrie Warcraft. A més de continuar la història del món èpic medieval de Warcraft es distingeix dels seus predecessors per incorporar dos importants canvis: el pas als gràfics 3D i l'aparició de dues noves races. Warcraft III és un dels jocs d'estratègia més llorejats per la comunitat de jugadors i és reconegut com un dels millors en la història.
El joc consisteix bàsicament a administrar els recursos disponibles (or, fusta i sustento) per a produir unitats militars i desenvolupar un exèrcit que dirigir en contra dels oponents fins a destruir tots els seus edificis i treballadors. El joc proveïx diverses estratègies d'atac o defensa, i s'executen les tàctiques de combat i producció a partir de quatre diferents tipus de civilitzacions, anomenades races, que protagonitzen el joc: humans, orcs, elfs nocturns i morts vivents. Cadascuna d'aquestes races és comandada al seu torn per tres classes d'herois que encapçalen i donen suport significativament les batalles davant els seus adversaris. Un dels elements innovadors del joc són aquestes unitats tipus heroi, capaços de créixer considerablement en poder i prendre ítems distribuïts en els escenaris.
Amb la compra del joc també s'inclou un editor de mapes que permet crear nous mapes, unitats, estils de joc, etc. L'eina permet la creació de mapes il·limitats permetent als jugadors modificar cada aspecte manipulat pels mateixos dissenyadors de Warcraft III.
Al juliol de 2003 Blizzard va treure a la venda l'expansió Warcraft III: The Frozen Throne, que continua la història i introduïx nous tipus d'unitats i estratègies.

## Races jugables
- L'Aliança: Fou creada pels humans, alts elfs i nans per a enfrontar-se als orcs. Els seus herois són:

El Paladí: Guerrer sagrat, antigament eren sacerdots de l'Església de la Llum Sagrada pot guarir a les unitats vives i danya a les mortes, l'escut diví, que li torna temporalment invulnerable, una aura que enforteix la defensa de les teves unitats i la seva habilitat especial de reviure a sis de les teves unitats.
L'Arximag: Mag de Dalaran que pot tant invocar elementals d'aigua com llançar una pluja de fragments de gel, posseïx una aura que augmenta la regeneració de mannà de les teves unitats i pot, com habilitat especial, teleportar a l'i a 24 unitats properes a un edifici o unitat amiga.
El Rei de la muntanya: Senyor nan, ve des d'Iron Forge para ajudar a l'Aliança. pot llançar UN MARTELL que danya i atordeix a les unitats, copeja el sòl amb un martell atordint a les unitats i de vegades causar més dany i un poder que li augmenta els punts d'atac. La seva habilitat especial és convertir-se en un poderós AVATAR
El mag sanguinari (expansió): Poderós mag (un alt elf). Aquest llançador de conjurs pot generar un pilar ardent per a danyar enemics, tornar etèries a les unitats i robar-los mannà. La seva habilitat especial és invocar un fènix.
- L'Horda: Originalment formada per les forces dels orcs, els quals van integrar altres races com els trolls i els taurens. Novament reunits sota el comandament de Thrall, l'aliança amb els ogres ha desaparegut per a ser reemplaçada amb la dels poderosos tauren. Els seus herois són:

El vident: Xaman orc que pot llançar cadenes de llampecs per a danyar als enemics, veure àrees desconegudes, invocar llops per a combatre i la seva habilitat especial és causar un terratrèmol per a danyar edificis i atordir enemics.
El mestre de les espases: Ràpid i efectiu campió orc, dotat d'una cimitarra, que posseïx els poders de tornar-se invisible, tenint una bonificació en el pròxim atac, crear il·lusions de si mateix, donar un cop crític que causa dos, tres o fins i tot quatre vegades el dany normal i com habilitat especial, fer un remolí d'espases que causa un dany increïble als enemics propers.
El cap tauren: Líder d'una tribu d'aquests poderosos homes-toro, té l'habilitat de trepitjada, que atordeix als enemics que estan al seu al voltant, pot crear una ona expansiva que posseeix una aura que augmenta la velocitat i el poder d'atac de les unitats aliades properes. La seva habilitat especial consisteix a tornar a la vida quan és mort en combat.
El caçador d'ombres (expansió): Xaman troll de molt alt rang que pot llançar una ona curativa cap a les teves unitats aliades, transformar a un enemic en un animal, crear un totem en forma de serp perquè ataqui als enemics i com habilitat especial realitzar una dansa amb la qual tornar a les unitats amigues invulnerables.
- El Flagell: És un devastador exèrcit de morts vivents creat pels senyors de la legió del foc i llocs al servei del Rei Lich para obrir-los la portes als dimonis d'aquesta. Els seus herois són:

El Cavaller de la Mort: Plançó de Ner´zhul. Un despietat combatent muntat en el cadàver d'un cavall. Són la nèmesis dels paladins, pel que posseïxen l'espiral de la mort, l'oposat a la llum sagrada. També posseïxen un aura impia, que augmenta la velocitat de regeneració de la unitats aliades properes, poden recuperar punts d'impacte matant morts vivents i la seva habilitat especial és reviure qualsevol unitat temporalment a partir dels seus cadàvers.
El Lich: Esgarrifant espectre de gel de cadavèric rostre, que utilitza els seus devastadors poders gelats per a complir la voluntat del Rei Lich. Posseïx el poder d'atacar als enemics amb una nova de gel (frost nova), escudar als aliats amb el mateix gelat material i sacrificar unitats per a recarregar mannà. La seva habilitat especial és el poder crear una àrea de pesta que causa dany gradualment als enemics mentre dura el seu efecte.
El Senyor del Terror: Malèfica raça de dimonis-vampir de la legió del foc, anomenats també Nathrezim. Foren enviats com avançada per la legió del foc per a vigilar al rei Lich i comprovar que El Flagell li obria bon camí a la legió. Eren en la seva missió dirigits per Tichondrius, el més poderós d'ells i els seus demoníacs poders els permeten llançar núvols de ratapinyades carronyeres per a atacar a enemics, adormir a qui se li interposi, crear un aura vampírica que els permet les unitats aliades regenerar-se al causar dany i el seu major poder és alliberar un devastador dimoni cridat Infernal, el qual cau com un meteorit del cel amatent a destruir als enemics del malèfic dimoni.
El senyor de la cripta (expansió): Antic rei de Azjol-Nerub, pot atordir als seus enemics amb estaques que sorgeixen del sòl, invocar cinc escarabats perquè ataquin, posseir una closca amb pues per a tornar part del dany i com a habilitat última, invocar una plaga d'insectes per a atacar als enemics en una àrea.
- Els Sentinelles: Aquestes són les guerreres dels elfs nocturns, juntament amb els arbres vivents, o treants i altres habitants del bosc, com les dríades (descendents del semidéus Cenarius). En lloc de màgia, la qual es van prohibir després que aquesta gairebé causés la seva destrucció, manegen les arts druídiques, sent Malfurion Stromrage la seva arxidruida. Els seus herois són:

La sacerdotessa de la lluna: Sacerdotessa de la deessa dels elfs nocturns: Elune. La més important fou Tyrande Whisperwind. Posseïx els poders de crear un mussol explorador, bonificar les seves fletxes amb foc, una aura que beneficia als guerrers que combatin a distància i pot causar una devastadora pluja d'estrelles fugaces.
El Guardià del bosc: Els guardians del bosc són els fills predilectes del semidéus Cenarius. Com les seves germanes menors les dríades, els guardians semblen ser meitat elf nocturn meitat cérvol: Tenen enormes astes i crineres de fulles que cobrixen la seva esquena i la mà dreta desfigurada i enroscada com les retorçades urpes dels treants. Els guardians posseïxen molts poders com invocar treants dels arbres, crear arrels que immobilitzin als seus enemics, i una aura que un percentatge del dany causat per les unitats enemigues de combat a curta distància. La seva habilitat especial és fer una àrea de tranquil·litat que guareix a les unitats aliades.
El Caçador de dimonis: Creats pel germà de Malfurion, Illidan Stormrage, els caçadors de dimonis es lleven els ulls ritualment per a d'aquesta forma usar tota la seva màgia contra els enemics(metamorfosis). Duen afilades espases en les seves mans, poden cremar mannà enemic, immolar als adversaris propers i evadir atacs enemics. La seva habilitat especial, és la de convertir-se un poderosíssim semidimoni, que fou arribada a per Illidan, després d'absorbir el poder de la calavera de Gul´donen.
La guardiana(expansion): Era l'encarregada de vigilar la presó d'Illidan. Pot atacar amb un ventall de ganivets als seus enemics, així com llançar-los una daga enverinada, a part de poder teleportar-se a una distància propera i invocar a un avatar de venjança, el qual pot transformar els cadàvers que existeixin en esperits venjatius invulnerables que ataquin als enemics de la seva senyora.

## Campanya
Les campanyes se centren en la tornada de "La Legió de Foc" per a prendre aquest món, i com 3 races s'uneixen per a detenir aquesta invasió, destruint a qui capitaneja aquest atac (el dimoni Archimonde).
(Tutorial:orcs) La història comença quan Thrall, warchief de la nova horda es desperta d'un aclaparant malson en la qual veu a orcs i humans enfrontant-se mentre plou foc del cel.Després és advertit per una figura encaputxada, la qual li diu que ha de dur a la seva gent a un lloc segur. Trall s'aixeca, munta al seu llop de gebre i reuneix als seus guerrers per a viatjar on el personatge dels seus somnis ho guia en forma de corb. Enfrontant als trols del bosc, a alguns canins humanoides dits gnolls, als amfibis murlocs i a un ogre arriba a un lloc on ho espera l'au, la qual pren l'aspecte d'un vell humà. Li diu a l'orc que retorna un perill, els dimonis, i que ha de dur als seus guerrers a l'oest, on trobarà les terres de Kalimdor. Solament allí assegurarà la supervivència de la seva gent. Thrall decideix confiar en ell i convoca a la resta dels clans. Després, mentre organitza el seu campament i espera als seus germans, s'adona que el seu millor amic, Grommash Hellscream i el clan dels Warsong no havien arribat a pesar d'haver aparegut a aquelles altures. Quan terminà el seu campament descobreix que un campament de l'aliança que ha capturat al seu amic. Immediatament ataca al campament humà alliberant al cap orc que li proposa que l'horda viatge ne els vaixells del campament recent arrasat. Mentre els navilis s'allunyen, el profeta que va parlar amb Thrall murmura des d'un cingle: "veu, jove cap, a l'oest on trobaràs la salvació de la teva gent".
(Humans:El flagell de Lordaeron) En la primera campanya, jugarem amb Arthas i els humans que, després de detenir diversos atacs orcs, arriben A Stratholme, un bastió de l'Aliança, on s'ha expandit una epidèmia a través del gra. Allí Arthas jura matar el causant, que resulta ser un senyor del terror, Mal´Ganis. Arthas, després de causar una carnisseria en Stratholme matant a 100 llogarenys per a impedir que es convertissin en zombies, després viatja fins a Northrend a la recerca de la seva arxienèmic, on es troba a un grup de nans, liderats per Muradin Bronzebeard, que buscaven l'espasa rúnica Frostmourne. Després d'ajudar-los, viatja finalment fins on està situada Frostmourne, l'espasa necessita un sacrifici per a ser empunyada i aquest sacrifici és acceptat per Arthas, l'espasa s'allibera de la seva presó de gel matant a Muradin i condemnant a Arthas perdent gairebé tota la seva humanitat. En la segona campanya seguirem jugant amb Arthas que, posseït pels poders que Ner'Zhul, el rei Lich, va atorgar a l'espasa, mata al seu pare, reclamant així el seu tron, i passa a capitanejar el Flagell. L'ànima de l'espasa (l'ànima del Rei Lich) sabia que Arthas i el seu exèrcit d'ànimes perdudes, encara fent el treball brut de la Legió de Foc (que en principi era això per al que estaven predestinats a fer), la Legió fracassaria estrepitosament. Finalment, per a aparentar que el Flagell dels Morts Vivents seguia sota el jou de la Legió, invoquen al dimoni Archimonde, comandant suprem de la Legió, perquè arribi a aquest món. En la tercera campanya manejarem a Thrall, líder de "L'Horda" orca, en Kalimdor, on ajuda als Tauren, el cap de la qual, Cairne Bloodhoof, ajudarà a Thrall durant la resta de la campanya, i, després de diverses lluites amb els humans, troba a Medivh, que per a redimir-se dels seus pecats, convida a humans i orcs a unir les seves forces contra La Legió De Foc. A més els conta que Grom Hellscream, capitost del clan dels Warsong, ha caigut sota el jou demoníac després de beure d'una font contaminada per la sang de Mannoroth. Finalment Thrall estàlvia al seu amic i entre els dos destruïxen al segon al comandament de la Legió, Mannoroth, caient Hellscream en combat. En la quarta i última campanya manejarem a Tyrande Whisperwind, Sacerdotessa de la Deessa Elune. La major part de la campanya consisteix a anar despertant a Furion Stormrage i als druides del seu "Somni Maragda" per a combatre contra la Legió de Foc. Després, mentre viatja a la recerca dels últims druidas, es desvia a alliberar a Illidan Stormrage, germà de Furion, un perillós elf assedegat de poder, separant-se de les seves forces, creient que aquest seria un gran aliat, encara que s'acabi convertint en un dimoni per a destruir a Tichondrius, agent de Archimonde, al reclamar el poder de la de la calavera de Gul'donen. Finalment i després d'unir-se els elfs amb els orcs i amb els humans, retarden al comandant de La Legió De Foc, Archimonde, perquè Furion, preparés un parany en l'Arbre De La Vida del Munti Hyjal (l'objectiu de la Legió, per ser precisament l'arbre que manté l'equilibri natural), en la qual Archimonde caurà i serà destruït. Els primers 1 o 2 capítols de cada campanya estan caracteritzats per una estructura pràcticament de tutorial, ja que els edificis i unitats(MC)canvien bastant d'una raça a una altra.